# Hoogteburcht van Mariënburg
De Hoogteburcht van Mariënburg (Duits: Deutschordenburg Marienburg), (Hongaars: Barcaföldvári vár), Roemeens: Cetatea Feldioarei) is een 13e-eeuwse Kruisvaardersburcht van de Duitse Orde in Feldioara (Duits: Marienburg & Hongaars: Barcaföld) in het historische Burzenland in het toenmalige Koninkrijk Hongarije, tegenwoordig gelegen in Transsylvanië in Roemenië. De hoogteburcht werd tussen 2013 en 2017 deels gereconstrueerd op de oude ruïnes van het complex. Tegenwoordig is het een Etnografischmuseum. De burcht ligt nabij de monding van de Homorod in de Olt en dicht bij de vroegere comitaatsgrens met Háromszék gelegen aan de overzijde van de rivier de Olt.

## Ligging
De historische comitaatshoofdstad Brassó / Kronstadt / Kroonstad, tegenwoordig vooral bekend als Braşov ligt zo'n 20 kilometer ten zuiden van de hoogteburcht. De laatstgenoemde stad was eerder ook de hoofdstad van Burzenland. De burcht ligt op een hoogte van 497 meter boven zeeniveau.Het stadje beschikt over in totaal twee verdedigingswerken. Enigszijds deze hoogteburcht in het oosten en anderzijds een Weerkerk in het westen. Deze zijn indirect met elkaar verbonden.

## Achtergronden en Geschiedenis
De Duitse Orde werd in het jaar 1211, door de Hongaarse Koning Andreas II gevraagd naar dit land te komen